# Joseph Stenhouse

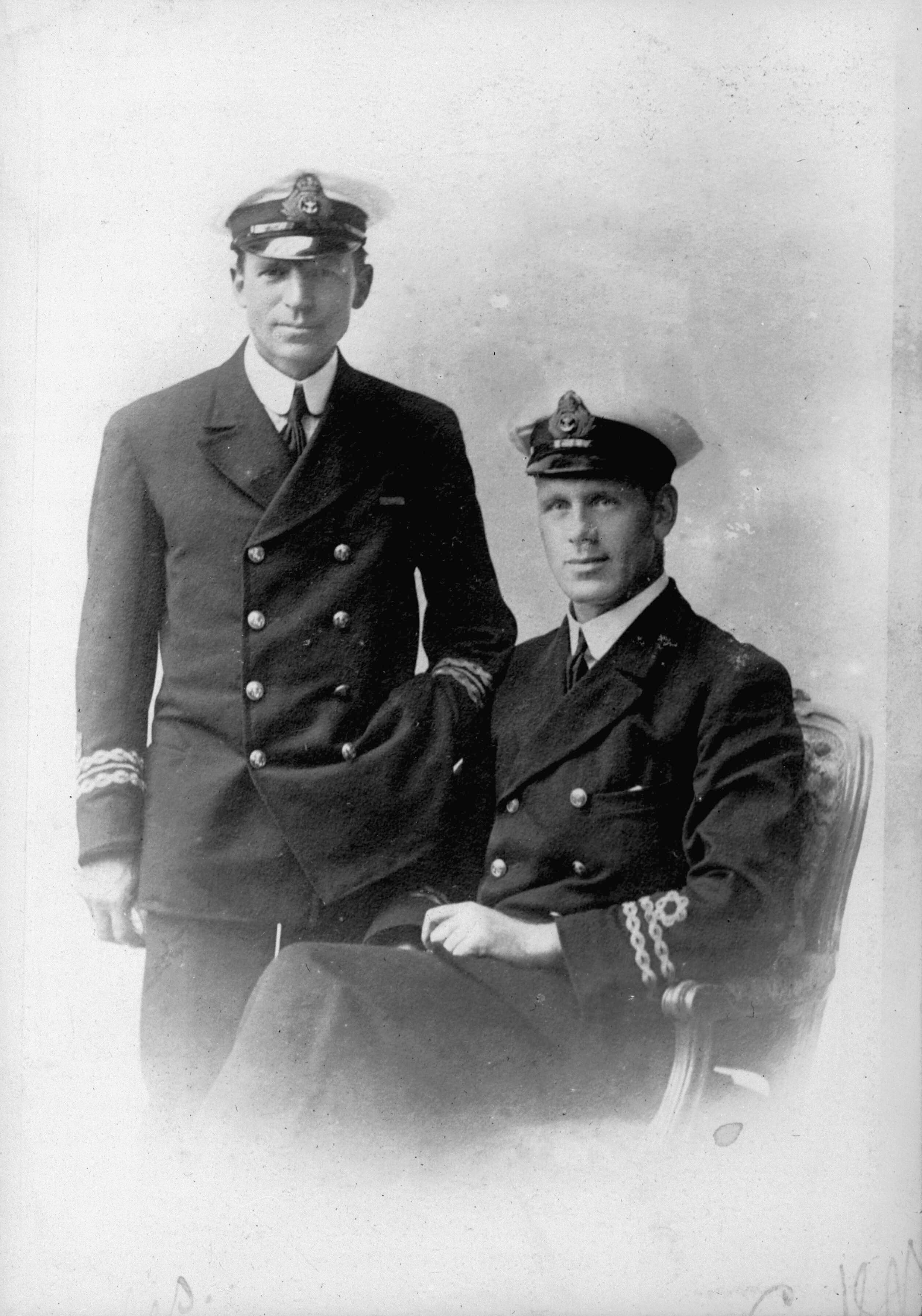
Frank Worsley (stehend) und Joseph Stenhouse (ca. 1917)

Joseph Russell Stenhouse (* 15. November 1887 in Dumbarton, Schottland; † 12. September 1941 im Golf von Aden) war ein britischer Marineoffizier und Kapitän. Er war beteiligt an der Ross Sea Party der Endurance-Expedition (1914–1917) des britischen Polarforschers Ernest Shackleton und Schiffsführer bei den Discovery Investigations.

## Leben
Stenhouse entstammt einer Familie von Schiffbauern, der eine Werft in Dumbarton gehörte, auf der beispielsweise die Bark Aphrodite vom Stapel lief. Nach seiner Zeit als Angestellter bei Lloyd’s Register wechselte er 1903 zur britischen Handelsmarine. Er war einer der Letzten, die ihr  Master’s Certificate als Diensthabene eines Rahseglers erhielten. Am 1. August 1914 wurde er zum Sub-Lieutenant der Royal Naval Reserve (RNR) befördert.
Für die Ross Sea Party war Stenhouse als Erster Offizier des Expeditionsschiffs Aurora vorgesehen. Er war Leiter einer Gruppe von 11 Männern, die am 18. September 1914 auf der Ionic von Dover nach Australien abfuhren, wo sie auf den Rest der Mannschaft stießen. Nach Ankunft auf der Ross-Insel übernahm Stenhouse das Kapitänsamt der Aurora von Aeneas Mackintosh, der seinerseits als Leiter der Ross Sea Party fortan zur Landungsmannschaft gehörte. Im Mai 1915 riss sich das an der Erebus-Gletscherzunge zur Überwinterung vertäute Schiff infolge eines Sturms los und wurde in einer Eisscholle gefangen auf das offene Südpolarmeer abgetrieben. Erst im Februar 1916 kam die Aurora nordwestlich der Balleny-Inseln nach einer 283 Tage dauernden Drift und einer dabei zurückgelegten Strecke von rund 3000 Kilometern frei. Stenhouse gelang es mit der übrigen an Bord verbliebenen Mannschaft, nach einer notdürftigen Reparatur der Ruderanlage und Behinderung durch Packeis den neuseeländischen Hafen Port Chalmers am 3. April 1916 zu erreichen. Für die Rettungsfahrt der auf der Ross-Insel zurückgebliebenen Mannschaft wurde er als Kapitän der Aurora durch John King Davis abgelöst.
Während des Ersten Weltkriegs war Stenhouse auf U-Boot-Fallen tätig und begleitete Shackleton auf eine Mission zur Unterstützung der britischen Interventionstruppen in der Region Murmansk im Kampf gegen die Bolschewiki im Russischen Bürgerkrieg. Ursprünglich sollte er an Shackletons Quest-Expedition (1921–1922) teilnehmen, entschied sich jedoch schlussendlich dagegen. Im Jahr 1923 heiratete er die Witwe von Aeneas Mackintosh. Im selben Jahr wurde er Kapitän der Discovery und war hierdurch zwischen 1925 und 1927 an ozeanographischen Forschungsfahrten in die Antarktis, zum Beispiel zur Wiencke-Insel, beteiligt. In den 1930er Jahren versuchte er erfolglos, den Tourismus in der Antarktis anzukurbeln. Im Zweiten Weltkrieg kehrte er im Rang eines Commander in den aktiven Dienst zurück. Am 12. September 1941 lief sein Schiff im Golf von Aden auf dem Weg von Aden nach Massawa auf eine Seemine, explodierte und sank. Stenhouse starb dabei im Alter von 53 Jahren.

## Auszeichnungen und Ehrungen
- Companion des Distinguished Service Order (DSO)
- Officer des Order of the British Empire fkapitän(OBE)
- Distinguished Service Cross (DSC)
- Decoration for Officers of the Royal Naval Reserve (RD)
- Polar Medal in Silber
- In der Antarktis tragen ihm zu Ehren das Stenhouse Bluff und der Stenhouse-Gletscher, auf der subantarktischen Insel Südgeorgien der Stenhouse Peak seinen Namen.